# 陳友仁
陳 友仁（ちん ゆうじん）は中華民国の政治家・ジャーナリスト。中国国民党の要人で党内左派と目される。国民政府で外交部長をつとめ、「革命外交」を展開したことでも知られる。祖籍は広東省広州府香山県。英語名はEugene Ch'en（ユージン・チェン）。

## 事跡

### 革命外交の展開
イギリスで教育を受け、後に弁護士資格を取得してイギリス本土や西インド諸島で弁護士業務を展開した。1912年（民国元年）に帰国し、北京政府交通部法律顧問となる。翌年、北京で中英両文版の『京報』を刊行した。1917年（民国6年）、日本の中国侵略の態度を批判する論文を発表したため、国務総理段祺瑞の忌むところとなる。『京報』は発禁、閉鎖され、陳自身も逮捕、拘禁されてしまった。
釈放後、陳友仁は孫文らの広東軍政府（護法軍政府）に参加する。1919年（民国8年）、護法軍政府代表団の一員としてパリ講和会議に参加した。翌年、護法軍政府郵務監督となり、さらに国際連盟代表団代表にもなった。1923年（民国12年）3月、大本営秘書となり、9月、大本営航空局局長に起用されている。後には孫文の英文秘書となり、1925年（民国14年）1月、中国国民党中央政治委員会委員に選出された。
1926年（民国15年）1月、国民党第2期中央執行委員に選出され、5月、広州国民政府外交部部長代理に任命された。翌年1月、漢口イギリス租界臨時管理委員会委員長を兼任し、2月に武漢国民政府で外交委員会主席に任ぜられた（翌月、外交部部長となる）。4月、対日外交委員会委員長も兼任した。この間、陳友仁は漢口や九江のイギリス租界回収に成功し、「革命外交」の体現者として評された。

### 反蔣派としての活動
同年7月15日、武漢国民政府が第一次国共合作の破棄を宣言すると、陳友仁はこれに反対したが、結局国際連盟の会議に出席するとして外遊に向かい、後にモスクワに赴いている。1931年（民国20年）1月に帰国し、反蔣介石派の西南派が組織した広州国民政府に参加し、外交部長に任ぜられた。同年末、満洲事変勃発に伴う両派大同団結となり、陳は合流後の南京国民政府でも外交部長となる。しかし翌年1月、対日断交の進言が受け入れられなかったため、早くも辞任した。
1933年（民国22年）11月、李済深ら反蔣介石派による福建事変が勃発し、中華共和国が建国されると、陳友仁もこれに参加し、外交委員会主席に任ぜられた。これにより翌月に国民党を除名されている。翌1934年（民国23年）1月、中華共和国は蔣介石派軍隊の進攻によりあっけなく崩壊し、陳は香港に逃れた。
1941年（民国30年）、香港が日本に占領されると、陳友仁は汪兆銘政権参加を日本や汪兆銘政権から求められたが、あくまで拒否している。後に上海に移った。
1944年（民国33年）5月20日、上海にて死去。享年66。